# Own It
Az "Own It" brit rapper Stormzy kislemeze, az angol énekes Ed Sheeran és a nigériai Burma Boy közreműködésével. A dalt 2019. november 22-én adta kia a #Merky és az Atlantic Records, mint a negyedik kislemez a Heavy Is the Head albumról. A dal Stormzy és Sheeran második közös dala 2019-ben, az énekes "Take Me Back to London" dala után. Az "Own It" első helyet ért el a Brit kislemezlistán 2020 januárjában, a harmadik Stromzy-dal, amely ezt elérte.

## Slágerlisták
| Slágerlista (2019–2020)              | Legmagasabb pozíció |
| ------------------------------------ | ------------------- |
| Ausztrália (ARIA)                    | 40                  |
| Ausztria (Ö3 Austria Top 40)         | 57                  |
| Belgium (Ultratop Flanders)          | 1                   |
| Belgium (Ultratop Wallonia)          | 5                   |
| Kanada (Canadian Hot 100)            | 82                  |
| Kolumbia (National-Report)           | 85                  |
| Csehország (Rádio Top 100)           | 53                  |
| Csehország (Singles Digitál Top 100) | 66                  |
| Dánia (Tracklisten)                  | 11                  |
| Németország (Official German Charts) | 75                  |
| Magyarország (Dance Top 40)          | 26                  |
| Magyarország (Stream Top 40)         | 35                  |
| Írország (IRMA)                      | 2                   |
| Litvánia (AGATA)                     | 25                  |
| Hollandia (Dutch Top 40)             | 33                  |
| Hollandia (Single Top 100)           | 25                  |
| New Zealand Hot Singles (RMNZ)       | 4                   |
| Portugália (AFP)                     | 80                  |
| Russia Airplay (Tophit)              | 96                  |
| Skócia (OCC)                         | 6                   |
| Szlovákia (Rádio Top 100)            | 63                  |
| Szlovákia (Singles Digitál Top 100)  | 48                  |
| Svédország (Sverigetopplistan)       | 30                  |
| Svájc (Schweizer Hitparade)          | 27                  |
| Brit kislemezlista (OCC)             | 1                   |
| UK R&B (OCC)                         | 1                   |

| Slágerlista (2020)         | Pozíció |
| -------------------------- | ------- |
| Dánia (Tracklisten)        | 50      |
| Írország (IRMA)            | 21      |
| Hollandia (Single Top 100) | 76      |
| Románia (Airplay 100)      | 44      |
| Brit kislemezlista (OCC)   | 9       |

## Minősítések
| Régió                    | Minősítés  | Példányszám |
| ------------------------ | ---------- | ----------- |
| Ausztrália (ARIA)        | Arany      | 35,000      |
| Brazília (Pro-Música)    | Arany      | 20,000      |
| Dánia (IFPI Denmark)     | Platina    | 90,000      |
| Egyesült Királyság (BPI) | 2× Platina | 1,200,000   |

## Kiadások
| Region             | Date               | Formátum                         | Kiadó               | For.   |
| ------------------ | ------------------ | -------------------------------- | ------------------- | ------ |
| Világszerte        | 2019. november 22. | - Digitális letöltés - streaming | - #Merky - Atlantic | [ 1 ]  |
| Ausztrália         | 2019. november 22. | Rádió                            | - Atlantic - Warner | [ 33 ] |
| Egyesült Királyság | 2019. november 22. | Rádió                            | - #Merky - Atlantic | [ 34 ] |
| Egyesült Királyság | 2019. november 22. | Rádió                            | - #Merky - Atlantic | [ 35 ] |
| Olaszország        | 2019. december 6.  | Rádió                            | Warner              | [ 36 ] |